# Borís Chírikov
Borís Valeriánovich Chírikov (en ruso: Борис Валерианович Чириков; Oriol, Unión Soviética, 6 de junio de 1928-Novosibirsk, Rusia, 12 de febrero de 2008) fue un físico soviético-ruso. Se le considera el fundador de la teoría física de caos hamiltoniano y realizó contribuciones pioneras a la teoría de caos cuántico. En 1959, introdujo el criterio de Chírikov, que proporciona una estimación analítica para el solapamiento de resonancias y las condiciones para la transición de integrabilidad a caos global en sistemas dinámicos hamiltonianos.

## Vida y física
Borís Chírikov nació en la ciudad rusa de Oriol, entonces parte de la Unión Soviética. Se graduó en el Instituto de Física y Tecnología de Moscú en 1952, tras lo que trabajó con Guersh Búdker en el Instituto Kurchátov y se trasladó con él a Siberia en septiembre de 1959 para trabajar en el instituto de investigación recién creado en Akademgorodok, Novosibirsk (actualmente llamado Instituto de Física Nuclear Budker). Se convirtió en miembro correspondiente de la Academia de Ciencias de Rusia en 1983 y en miembro pleno en 1992. Trabajó en el instituto en Akademgorodok hasta el final de su vida. Le sobrevivieron su esposa Olga Bashina y su hija Galia Chiríkova.
El nombre de Chírikov está asociado a una larga lista de resultados fundamentales en el campo del caos dinámico y en los fundamentos de la mecánica estadística. Ya en un artículo de 1959, Chírikov propuso un criterio para la existencia de caos clásico en sistemas hamiltonianos, conocido como criterio de Chírikov. En el mismo artículo aplicó este criterio para explicar resultados experimentales en confinamiento de plasma en trampas de espejo abierto recientemente obtenidos en el Instituto Kurchátov. Esto supuso históricamente la primera teoría física del caos que pudo explicar con éxito un experimento concreto, desarrollada mucho antes de que los avances en la computación permitieran el estudio a mayor escala del caos.
Otros resultados obtenidos por su grupo incluyen el análisis de la transición a caos fuerte en el problema de Fermi-Pasta-Ulam-Tsingou, la derivación de la frontera de caos en el modelo de aceleración de Fermi, la computación numérica de la entropía de Kolmogórov-Sinái en aplicaciones que conservan el área, la investigación de las inestabilidades débiles en sistemas hamiltonianos de muchas dimensiones (difusión de Arnold y difusión modulacional), la demostración de que los modelos homogéneos del campo de Yang-Mills clásico tienen entropía de Kolmogórov-Sinái positiva y por tanto no son en general integrables, el descubrimiento del decaimiento potencial de las recurrencias de Poincaré en sistemas hamiltonianos con espacios de fase divididos, o la demostración de que la dinámica del cometa Halley es caótica y viene descrita por una aplicación sencilla.

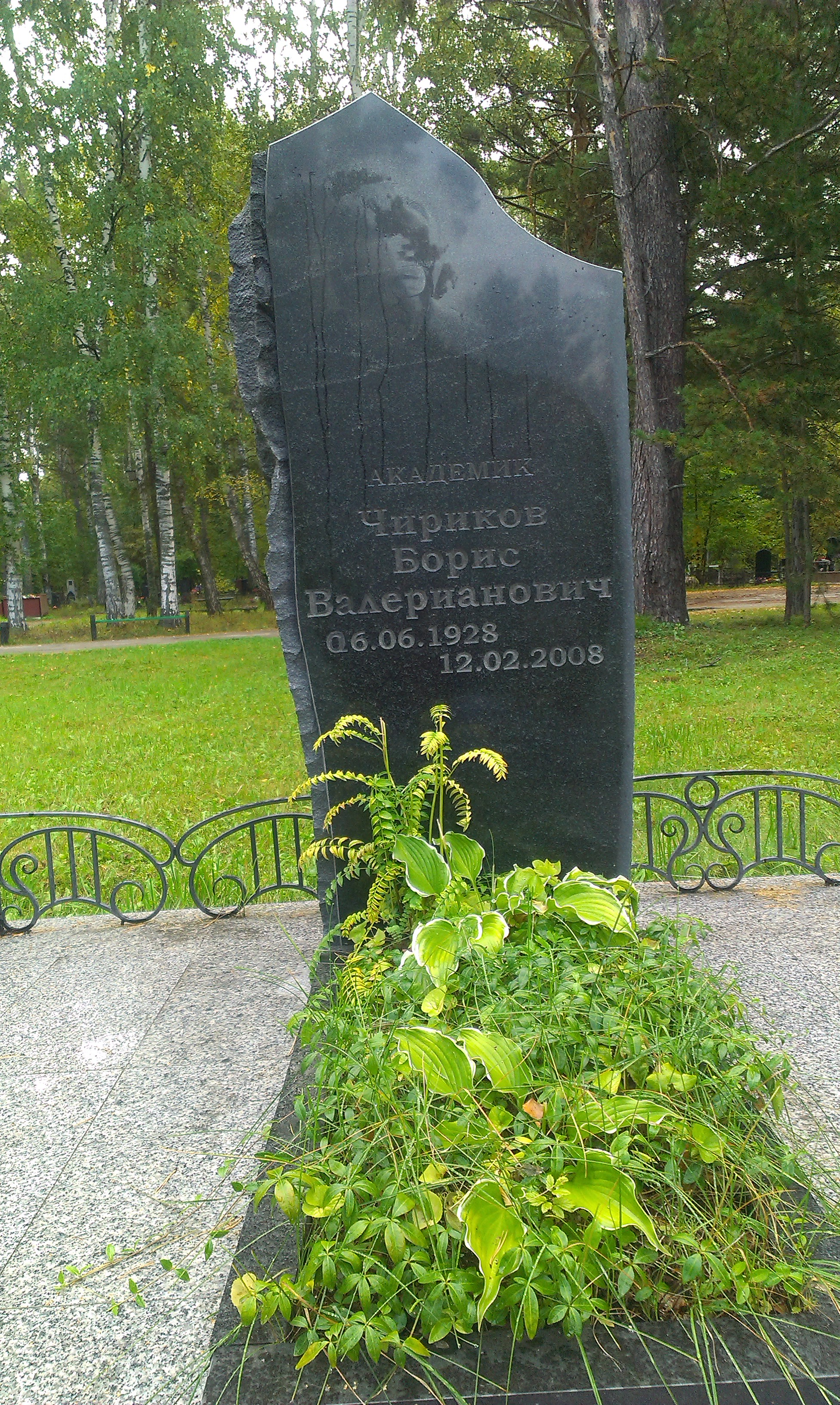
Tumba de Borís Chírikov en el cementerio Yuzhnoye.

Esencialmente inventó la aplicación estándar de Chírikov, describió sus propiedades caóticas, estableció su ubicuidad y le encontró varios usos. La versión cuántica de esta aplicación provee un modelo canónico de rotador retrocedido y demuestra el fenómeno de localización dinámica del caos cuántico, que ha sido observado por ejemplo en experimento con hidrógeno y átomos de Rydberg en un campo de microondas y con átomos fríos y condensados de Bose-Einstein en redes ópticas retrocedidas.
Chírikov fue uno de los primeros profesores de la Universidad Estatal de Novosibirsk.
La teoría física del caos determinístico desarrollada por Borís Chírikov ha tenido aplicaciones en la dinámica del sistema solar, la dinámica de partículas en aceleradores y trampas magnéticas de plasma y en varios otros sistemas físicos.
Chírikov falleció el 12 de febrero de 2008 y fue enterrado en el cementerio Yuzhnoye de Novosibirsk.